# Monte Giona
O Monte Giona (em grego:  Γκιώνα) é uma montanha da Grécia, na região da Fócida. Faz parte dos montes Pindo e tem 2510 m de altitude e 1702 m de proeminência topográfica.
Situa-se entre o Monte Parnasso a leste, Vardousia a oeste, e o Monte Eta a norte. Era conhecido na antiguidade clássica como Aselinon Oros (em grego:  Ασέληνον όρος, 'montanha sem lua'), sendo a montanha grega mais alta a sul do monte Olimpo e a quinta mais alta do país. O seu pico mais alto designa-se "Pyramida" e atinge 2510 m de altitude. Outros picos no maciço são Perdika (Πέρδικα, 2484 m), Tragonoros (Τραγονόρος, 2456 m), Platyvouna ou Plativouna (Πλατυβούνα, 2316 m), Profitis Ilias (Προφήτης Ηλίας, 2298 m), Kastro (Κάστρο, 2176 m), Vraila (Βράϊλα, 2177 m), Paliovouni (Παλιοβούνι, 2122 m), Pyrgos (Πύργος, 2066 m), Lyritsa (Λυρίτσα, 2007 m), Botsikas (Μπότσικας, 1945 m), Kokkinari (Κοκκινάρι, 1908 m), Tychioni (Τυχιούνι, 1842) e outro pico também denominado Profitis Ilias (Προφήτης Ηλίας, 1806 m). O rio Mornos corre no flanco ocidental. A localidade mais próxima é Amfissa, a sudeste. 